# Абргам, Йозеф
Йозеф Абргам (чеш. Josef Abrhám; 14 декабря 1939[…], Злин, Чехословакия[…] — 16 мая 2022[…], Мельник) — чешский актёр.

## Биография
Йозеф Абргам родился 14 декабря 1939 года в семье с богатыми литературными традициями, его дед был известным словацким романистом и драматургом.
Учился на театральном факультете Пражской академии музыкального искусства, после окончания которого в 1962 году играл три сезона в «Театре на Виноградах» (бывший «Театр Чехословацкой армии»). Затем долгое время был одним из ведущих актёров пражского театра «Драматический клуб» (с небольшим перерывом, связанным с переходом в «Национальный театр»).
Много снимался в кино и на телевидении. В разные годы сыграл двух известных чешских писателей Ярослава Гашека и Карела Чапека. Был популярен в Германии — после показа сериала «Больница на окраине города» (доктор Арношт Блажей). В 2006 году был номинирован на премию Чешский лев в категории «Лучший актёр второго плана».
В 1976 году женился на актрисе Либуше Шафранковой. Сын Йозеф, также актёр.
В последние годы своей жизни он был прикован к инвалидной коляске из-за неврологических проблем. Умер 16 мая 2022 года, пережив на год свою жену Либуше Шафранкову.

## Фильмография
- 1961 — Где одного алиби мало  — молодой свидетель
- 1962 — Černá dynastie
- 1962 — Эшелон из рая / Transport z ráje — Дател
- 1962 — Strop — Пепик
- 1962 — Neschovávejte se, když prší — Франтишек
- 1962 — Большая дорога / Velká cesta — Ярослав Гашек
- 1963 — Závory — инженер
- 1963 — U stropu je pytel blech
- 1963 — Крик / Křik — Славек
- 1964 — Každý den odvahu — Борек
- 1967 — Pension pro svobodné pány — Муллиган
- 1967 — Хэппи-энд / Happy End — Птацек
- 1968 — Дита Саксова / Dita Saxová — Д. Э. Хупперт
- 1968 — Pražské noci — рыцарь Сант де Клер
- 1969 — 322 — Петер
- 1969 — Hvězda — Иржик
- 1969 — Ezop
- 1970 — Похождения красавца-драгуна — драгун
- 1971 — Šance — Йозеф
- 1972 — Моргиана / Morgiana — Марек
- 1973 — Výstřely v Mariánských Lázních — Ханусек
- 1973 — Pokus o vraždu — Пётр Траян
- 1974 — Motiv pro vraždu
- 1975 — Tetované časom — агроном
- 1975 — Holka na zabití — Рендл
- 1975 — Авантюрный Симплициссимус — офицер
- 1976 — Маречек, подайте мне ручку! / Marečku, podejte mi pero! — учитель Янда
- 1978 — Kulový blesk — Кнотек
- 1978—1981 — Больница на окраине города / Nemocnice na kraji města — доктор Арношт Блажей
- 1979 — Tím pádem
- 1979 — Тридцать случаев майора Земана / Třicet případů majora Zemana — Руди Лоренц
- 1980 — Trhák
- 1980 — Demokrati — Тичасек
- 1981 — Беги, официант, беги! / Vrchní, prchni! — Далибор Врана
- 1983 — Záchvěv strachu — адвокат Майер
- 1983 — Яра Цимрман лежащий, спящий / Jára Cimrman ležící, spící
- 1984 — Rozpuštěný a vypuštěný
- 1985 — Скальпель, пожалуйста / Skalpel, prosím
- 1985 — Experiment Eva
- 1985 — Дезертиры / C.K. Dezertéři
- 1986 — Молодое вино / Mladé víno — Петрусь
- 1989 — Конец старых времён / Konec starých časů — князь Алексей
- 1989 — Člověk proti zkáze — Карел Чапек
- 1990 — V žáru královské lásky — доктор
- 1991 — Опера нищих / Žebrácká opera — доктор Меакин
- 1991 — Кафка — Kafka — друг Кафки
- 1993 — Městem chodí Mikuláš — доктор Коничек
- 1993 — Šakalí léta — Прокоп
- 1994 — Andělské oči — дирижёр
- 1998 — Все мои близкие / Všichni moji blízcí — Якуб Зильберштейн
- 1998 — Stůj, nebo se netrefím — Брандейс
- 1999 — Návrat ztraceného ráje
- 2004 — Pánská jízda — Люпинек, сосед
- 2006 — Красотка в беде / Kráska v nesnázích — Эйжен Бенеш
- 2006 — Я обслуживал английского короля / Obsluhoval jsem anglického krále — Брандейс
- 2008 — Королевская магия / Kouzla králů — Король Добромил

## Награды
- Орден Двойного белого креста 2 класса (2019, Словакия)[10].